# Flugunfall der Air Mali in Obervolta 1974
Der Flugunfall der Air Mali in Obervolta 1974 ereignete sich am 11. August 1974. An diesem Tag ging einer Iljuschin Il-18W der Air Mali, die sich auf einem Haddsch-Charterflug von Bamako nach Dschidda über Kano befand, wegen einer Umleitung des Fluges und Navigationsfehlern der Treibstoff aus. Bei der anschließenden Notlandung in der Nähe von Linoghin in Obervolta, dem heutigen Burkina Faso, starben 47 der 60 Insassen der Maschine. 

## Flugzeug
Bei dem Flugzeug handelte es sich um eine Iljuschin Il-18W aus sowjetischer Produktion, die zum Zeitpunkt des Unfalls 13 Jahre und 7 Monate alt war. Die Maschine trug die Werknummer 181003304 und die Modellseriennummer 033-04. Sie wurde im Jahr 1961 neu an die Air Mali ausgeliefert, bei der sie das Luftfahrzeugkennzeichen TZ-ABE erhielt. Es handelte sich um eine von zwei Maschinen dieses Typs, die bei der afrikanischen Fluggesellschaft in Betrieb waren. Die Maschinen wurden von sowjetischen Besatzungen geflogen. Das viermotorige Langstrecken-Schmalrumpfflugzeug war mit vier Turboprop-Triebwerken des Typs Iwtschenko AI-20M mit Vierblattpropellern ausgestattet.

## Passagiere und Besatzung
Den Flug hatten 50 Passagiere angetreten. Es befand sich eine zehnköpfige Besatzung an Bord.

## Unfallhergang
Mit der in Bamako gestarteten Maschine sollte ein Flug nach Dschidda mit einem Zwischenstopp in Kano durchgeführt werden, auf dem Rückflug sollte die Maschine über Khartum und Kano fliegen. Es handelte sich um einen Charterflug, welcher monatlich durchgeführt wurde.
Auf dem Flug von Bamako nach Kano wurde die Besatzung von der Flugsicherung darüber informiert, dass sich die Wetterbedingungen stetig verschlechterten. Die Flugsicherung wies die Piloten an, nach Niamey umzukehren. Den Piloten unterlief dabei ein Navigationsfehler, sodass sie versehentlich mit der Maschine westwärts flogen und schließlich die 400 Kilometer südwestlich von Niamey gelegene Hauptstadt Obervoltas, Ouagadougou erreichten. Kurz darauf ging der Maschine der Treibstoff aus. Die Piloten versuchten daraufhin, bei dem 40 Kilometer östlich der Hauptstadt gelegenen Dorf Linoghin eine Notlandung durchzuführen, wobei es zur Bruchlandung kam. Den Unfall überlebten zwei Besatzungsmitglieder und elf Passagiere, die übrigen 47 Insassen der Maschine verloren ihr Leben.

## Sonstiges
Einige Quellen geben als Zielort der Maschine Mekka an. Haddsch-Charterflüge werden seit jeher jedoch über Dschidda bedient, da Mekka über keinen Internationalen Flughafen verfügt. Es ist daher davon auszugehen, dass die Maschine nach Dschidda fliegen sollte.

## Ursache
Als unfallursächlich wurden ein Treibstoffmangel in Kombination mit Navigationsfehlern angegeben, zu denen es gekommen sei, nachdem die Cockpitbesatzung unter schwierigen Wetterverhältnissen die Orientierung verloren hatte.